# Австралийская партия зелёных
Австралийские зелёные, или Зелёные (англ. Australian Greens или The Greens) — политическая партия в Австралии. Свои истоки партия берёт из движения, организованного против строительства плотины на реке Франклин-ривер в Тасмании в 1980-х годах, а также движения, связанного с запрещением испытаний ядерного оружия в Западной Австралии. В настоящее время политика партии затрагивает широкий круг вопросов защиты окружающей среды, экологической ответственности, антивоенного движения, социальной справедливости, низовой демократии.
Исторически первая партия зелёных в Австралии была организована в Тасмании и носила название Объединённая тасманская группа (United Tasmania Group или UTG). Это было первое политическое объединение Зелёных в мире, которое выставило своих кандидатов на выборы в парламент штата Тасмания в 1972 году. Многие из членов Группы впоследствии сформировали первую партию зелёных Тасмании в 1992 году, которая провела пять своих представителей в парламент штата.
Сенаторы Австралии, бывшие членами местных партий Зелёных, Боб Браун (Тасмания) и Ди Маргеттс (Западная Австралия), предложили организовать партию зелёных Австралии на федеральном уровне. Лидером объединённой партии в парламенте стал Боб Браун, а восемь партий зелёных штатов и территорий объединились в единое целое.
В 2007 году, на общенациональных выборах в Сенат, Зелёные получили более одного миллиона голосов. На выборах 2010 года они получили около полутора миллиона голосов: 13,1 % на выборах в Сенат и 11,8 % — в Палату представителей.

## Положения программы
Энергетика:
- Содействие использованию возобновляемых источников энергии и энергоэфективности;
- Противодействие добыче урана, атомной энергетике и строительству новых гидроэнергетических плотин для производства энергии;
- Содействие «устойчивому» подходу в управлении водными ресурсами.

Инфраструктура:
- Расширение сетей общественного транспорта;
- Против строительства плотин для водообеспечения;
- Строительство высокоскоростной железной дороги между Сиднеем и Мельбурном.

Внешняя политика:
- Выход из Всемирной торговой организации;
- Расторжение оборонного договора между США и Австралией;
- Пацифизм: в 1991 году против войны в Персидском заливе, в 2003 году против войны в Ираке и Афганистане;
- Поддержка движений независимости во всем мире, в том числе в Палестине, Тибете и Западном Папуа;
- В 1999 году поддержка военного вмешательства в Восточном Тиморе;
- Поддержка прав человека в таких странах, как Китай и Бирма.

Биоэтика и семейная политика:
- Поддержка добровольной эвтаназии;
- Поддержка однополых браков;
- Бесплатная операция по смене пола для тех, кто родился с интерсексом.

Иммиграция:
- Поддержка беженцев и оппозиция обязательному задержанию людей, ищущих убежища;
- Поддержка людей находящихся за чертой бедности.

## Результаты парламентских выборов

### Сенат
| Год выборов | Всего голосов | %    | Мест выиграно | Всего мест | +/- |
| ----------- | ------------- | ---- | ------------- | ---------- | --- |
| 1990        | 201 618       | 2.0  | 0 из 40       | 0 из 76    |     |
| 1993        | 263 106       | 2.5  | 0 из 40       | 0 из 76    | ▬ 0 |
| 1996        | 180 404       | 1.7  | 0 из 40       | 0 из 76    | ▬ 0 |
| 1998        | 244 165       | 2.2  | 0 из 40       | 1 из 76    | ▲ 1 |
| 2001        | 574 543       | 4.9  | 2 из 40       | 2 из 76    | ▲ 1 |
| 2004        | 916 431       | 7.7  | 2 из 40       | 4 из 76    | ▲ 2 |
| 2007        | 1 144 751     | 9.0  | 3 из 40       | 5 из 76    | ▲ 1 |
| 2010        | 1 667 315     | 13.1 | 6 из 40       | 9 из 76    | ▲ 4 |
| 2013        | 1 159 588     | 8.65 | 4 из 40       | 10 из 76   | ▲ 1 |
| 2016        | 1 197 657     | 8.65 | 9 из 76       | 9 из 76    | ▼ 1 |

### Палата представителей
| Год выборов | Отдано голосов | %     | Всего мест выиграно | +/- |
| ----------- | -------------- | ----- | ------------------- | --- |
| 1993        | 196 702        | 1.9   | 0 из 147            |     |
| 1996        | 188 994        | 1.7   | 0 из 148            | ▬ 0 |
| 1998        | 238 035        | 2.1   | 0 из 148            | ▬ 0 |
| 2001        | 569 074        | 5.0   | 0 из 150            | ▬ 0 |
| 2004        | 841 734        | 7.2   | 0 из 150            | ▬ 0 |
| 2007        | 967 789        | 7.8   | 0 из 150            | ▬ 0 |
| 2010        | 1 458 998      | 11.76 | 1 из 150            | ▲ 1 |
| 2013        | 1 116 918      | 8.65  | 1 из 150            | ▬ 0 |
| 2016        | 1 385 651      | 10.23 | 1 из 150            | ▬ 0 |

## Известные члены партии
- Ладлэм, Скотт